# Lee Collins
Leeds „Lee“ Collins (* 17. Oktober 1901 in New Orleans; † 3. Juli 1960 in Chicago) war ein US-amerikanischer Jazz-Trompeter und Bandleader des New Orleans Jazz.
Lee Collins spielte als Jugendlicher in den Brass Bands seiner Heimatstadt, wie The Young Eagles, The Columbia Band und der Tuxedo Brass Band. In den 1910er Jahren arbeitete er in New Orleans an der Seite von Louis Armstrong, Papa Celestin und Zutty Singleton. 1924 zog er nach Chicago, wo er Louis Armstrong in King Olivers Band ersetzte. Außerdem spielte er bei  Jelly Roll Morton, bevor er am Ende der Dekade nach New Orleans zurückkehrte. Dort trat er 1929 mit seiner Formation (mit Davey Jones) Jones-Collins Astoria Hot Eight auf, die er gemeinsam mit dem Tenorsaxophonisten David Jones leitete. In Jones’ und Collins Band spielten u. a. Sidney Arodin, Al Morgan, Ted Purnell und Joe Robichaux. 1929 spielten sie die Titel „Astoria Strut“, „Duet Stomp“, „Damp Weather Blues“ und „Tip Easy Blues“ ein.

1930 ging er nach New York City, wo er 1930 bei Luis Russell spielte; dann siedelte er nach Chicago über. Dort arbeitete er bei Dave Peyton (1930), den Chicago Ramblers (1932), Johnny Dodds und Baby Dodds, Zutty Singleton, Mezz Mezzrow, Lovie Austin und Jimmy Bertrand (1945). Collins war in den 1930er und 1940er Jahren auch als Begleitmusiker vieler Bluessänger tätig und spielte in den Nachtclubs. Nach 1945 leitete er eine eigene Formation im Victory Club in der Clark Street in Chicago, nahm 1946 mit Mutt Carey auf und trat mit der Blues-Sängerin Chippie Hill (1946), Kid Ory (1948) und Art Hodes (1950–1951) auf. 1951 ging er mit  Mezz Mezzrow auf Europatournee, insbesondere nach Frankreich; 1953 arbeitete er in Kalifornien bei Joe Sullivan. Mitte der 1950er Jahre zog er sich krankheitsbedingt von der Musikszene zurück.
Collins schrieb die Autobiographie Oh Didn't He Ramble, die 1974 erschien.

## Schriften
- Oh Didn't He Ramble - The Life Story of Lee Collins as Told to Mary Colins. Edited by Frank J. Gillis and John W. Miner. Urbana, Chicago, London. University of Illinois Press. 1974.